# Acworth (New Hampshire)
Acworth è un comune degli Stati Uniti d'America facente parte della contea di Sullivan nello stato del New Hampshire.